# Sussaba
Sussaba is een geslacht van insecten uit de orde vliesvleugeligen (Hymenoptera) en de familie Ichneumonidae.

## Soorten
- S. aciculata (Ruthe, 1859)
- S. atra Manukyan, 1988
- S. balteata Dasch, 1964
- S. bicarinata Cameron, 1909
- S. callosa Dasch, 1964
- S. cognata (Holmgren, 1858)
- S. coloradensis Dasch, 1964
- S. daisetsuzana Nakanishi, 1979
- S. dorsalis (Holmgren, 1858)
- S. erema Momoi, 1973
- S. erigator (Fabricius, 1793)
- S. etorofensis (Uchida, 1957)
- S. fallasi Gauld & Hanson, 1997
- S. flavipes (Lucas, 1849)
- S. flavopicta Dasch, 1964
- S. hinzi Diller, 1982
- S. insculpta Dasch, 1964
- S. japonica Nakanishi, 1979
- S. lativentris Manukyan, 1988
- S. mongolica Klopfstein, 2011
- S. montana Manukyan, 1988
- S. nigra Nakanishi, 1979
- S. placita Dasch, 1964
- S. pulchella (Holmgren, 1858)
- S. punctiventris (Thomson, 1890)
- S. rohweri (Brues, 1908)
- S. rugipleuris Dasch, 1964
- S. ruida Dasch, 1964
- S. spilota Dasch, 1964
- S. subplacita Nakanishi, 1979
- S. sugiharai (Uchida, 1957)
- S. sulfurea Dasch, 1964
- S. tertia Dasch, 1964